# Autumn Falls
Autumn Falls (Nueva York, 4 de agosto de 2000) es una actriz pornográfica y modelo erótica estadounidense.

## Biografía
Nació y creció en Manhattan, en la ciudad de Nueva York, en una familia con ascendencia puertorriqueña. En el instituto formó parte del equipo de atletismo y fue animadora. Después de cumplir los 18 años, comenzó su carrera como camgirl para el portal Camster, donde empezó a darse a conocer.
En 2018, buscando dar el salto a la industria del cine para adultos, mandó sus fotografías a la agencia de talentos East Coast Talent que decidió acogerla y ayudarla en sus primeros cástines, consiguiendo debutar como actriz el 8 de octubre de ese mismo año, a los 18 años, filmando su primera escena para Brazzers junto a Darcie Dolce.
Como actriz, ha trabajado con otros estudios como Hustler, Evil Angel, Jules Jordan Video, Girlfriends Films, Bangbros, Deeper, Vixen, Hard X, Wicked, Sweetheart Video, Mofos, New Sensations, Reality Kings o Naughty America, entre otros.
En abril de 2019, la revista Penthouse la nombró pet del mes.
En 2020, recibió sus primeras nominaciones en el circuito profesional de la industria, destacando por conseguir el reconocimiento en los Premios AVN y los XBIZ a la Mejor actriz revelación. Otras nominaciones en los Premios AVN fueron las de Mejor escena de sexo chico/chica por Wet Pussy Seduction, a la Mejor escena de sexo en grupo por Drive, a la Mejor escena de sexo lésbico por When Boys Are Away, a la Mejor escena de sexo lésbico en grupo por Wash and Dry Her, y a la Mejor escena de trío H-M-H por Jules Jordan's Three Ways.
También fue nominada en los Premios XBIZ en otras categorías como Mejor escena de sexo en película gonzo por Bra Busters 9, a la Mejor escena de sexo en película protagonista por Drive y a la Mejor escena de sexo en película tabú por A Stepfather's Desires 3.
Ha rodado más de 250 películas como actriz.
Algunos trabajos suyos son Angela Loves Women 5, Bound For Sex 3, Club VXN 5, Exotic and Curvy 8, Hardcore Threesomes 3, Large Naturals, My Dirty Maid 11, Oil Slick 2, Pretty Little Sluts 2 o Sex Obsessed.

## Premios y nominaciones
| Año  | Ceremonia    | Resultado | Premio                                        | Trabajo                   |
| ---- | ------------ | --------- | --------------------------------------------- | ------------------------- |
| 2020 | Premios AVN  | Nominada  | Mejor actriz revelación                       | —                         |
| 2020 | Premios AVN  | Nominada  | Mejor escena de sexo chico/chica              | Wet Pussy Seduction       |
| 2020 | Premios AVN  | Ganadora  | Mejor escena de sexo en grupo                 | Drive                     |
| 2020 | Premios AVN  | Nominada  | Mejor escena de sexo lésbico                  | When Boys Are Away        |
| 2020 | Premios AVN  | Nominada  | Mejor escena de sexo lésbico en grupo         | Wash and Dry Her          |
| 2020 | Premios AVN  | Ganadora  | Mejor escena de trío H-M-H                    | Jules Jordan's Three Ways |
| 2020 | Premios XBIZ | Ganadora  | Mejor actriz revelación                       | —                         |
| 2020 | Premios XBIZ | Nominada  | Mejor escena de sexo en película gonzo        | Bra Busters 9             |
| 2020 | Premios XBIZ | Nominada  | Mejor escena de sexo en película protagonista | Drive                     |
| 2020 | Premios XBIZ | Nominada  | Mejor escena de sexo en película tabú         | A Stepfather's Desires 3  |
| 2021 | Premios XBIZ | Nominada  | Mejor escena de sexo en película gonzo        | Big Wet Tits 19           |
| 2022 | Premios AVN  | Nominada  | Aparición mainstream del año                  | —                         |
| 2022 | Premios AVN  | Ganadora  | Mejor escena de sexo lésbico en grupo         | We Live Together          |
| 2023 | Premios XBIZ | Nominada  | Estrella mediática del año                    | —                         |